# Vasile Gheție
Vasile Gheție (n. 11 februarie 1903, Berința, Maramureș - d. 27 decembrie 1990, București) a fost un medic veterinar român, membru titular (1990) al Academiei Române. Urmează cursurile pre-universitare la Liceul “Gheorghe Șincai”, actualul Colegiul Național „Gheorghe Șincai” din Baia Mare.